# Maximilian Thorwirth
Maximilian Thorwirth (* 9. Januar 1995 in Düsseldorf) ist ein deutscher Leichtathlet, der sich auf den Mittel- und Langstreckenlauf spezialisiert hat.

## Berufsweg
Sein Abitur schloss Thorwirth im Jahr 2013 am Annette-von-Droste-Hülshoff-Gymnasium (Benrath) erfolgreich ab. Im direkten Anschluss studierte er an der Deutschen Sporthochschule Köln und schloss im Jahr 2018 sein Studium mit dem Bachelor of Arts in Sportmanagement und Sportkommunikation ab. Im Fernstudium macht er seit 2019 den Master of Arts in Unternehmensführung an der Steinbeis-Hochschule Berlin. Seit Oktober 2021 wohnt
und trainiert Thorwirth in Tübingen.

## Sportliche Laufbahn
Maximilian Thorwirth hatte seinen ersten Wettkampf auf nationaler Ebene bei den Deutschen Schüler-Blockwettkampfmeisterschaften der 15-Jährigen 2010. Dort belegte er durch eine gute 2000-Meter-Leistung den 10. Platz. Auf Landesebene errang er 2011 bei den U18-Nordrheinmeisterschaften seinen ersten Titel über 3000 Meter. In diesem Jahr spezialisierte Thorwirth sich auf den 1500-Meter-Lauf, erreichte bei den Deutschen U18-Meisterschaften überraschend das Finale und schloss dieses auf dem 5. Platz ab.
Nach weiteren Finalteilnahmen bei Deutschen Jugendmeisterschaften errang er bei den Deutschen U20-Hallenmeisterschaften 2014 über 1500 Meter seine erste Bronzemedaille auf nationaler Ebene. Bei den Deutschen U20-Meisterschaften im selben Jahr verpasste er nur knapp den Bronzerang.
2015 konnte Thorwirth sich erstmals für die Deutschen Meisterschaften in Nürnberg qualifizieren, schaffte dort den Sprung ins Finale und erlief den 8. Platz. Bei den Deutschen U23-Meisterschaften verfehlte er nur um wenige Hundertstel seine zweite Bronzemedaille auf Bundesebene.
Auch 2016 konnte er sich für die Deutschen Meisterschaften in Kassel qualifizieren, scheiterte jedoch als 13. knapp im Vorlauf.
2017 steigerte Thorwirth im Frühjahr seine Bestleistungen über 1500 und 5000 Meter erheblich, sodass er sich über seine Paradedisziplin in 3:41,26 min für die U23-Europameisterschaften in Bydgoszcz qualifizierte, die er im Vorlauf auf dem 20. Platz abschloss. Auch bei den Deutschen U23-Meisterschaften war er erfolgreich. Innerhalb von 24 Stunden gewann Thorwirth Gold über 5000 m und Silber über 1500 Meter, sodass er mit 22 Jahren seinen ersten Titel auf nationaler Ebene feiern durfte. Im weiteren Verlauf der Saison wurde Thorwirth für die 4-mal-1,5-km-Mixed-Staffel bei den Europameisterschaften im Crosslauf in Šamorín nominiert, bei welcher die deutsche Staffel den 7. Platz erreichte.
2020 wurde Thorwirth Deutscher Hallenmeister über 3000 Meter und feierte damit seinen größten nationalen Erfolg. Diesen konnte er 2022 wiederholen.
Über diese Distanz trat er auch bei den Leichtathletik-Hallenweltmeisterschaften 2022 in Belgrad an, wo er im Finale mit 7:45,87 min den 8. Platz belegte. Ende April lief Thorwirth bei einem 1500-Meter-Rennen in Stanford neue persönliche Bestleistung in 3:38,86 min, eine Woche später konnte er auch seine Bestzeit über die 5000-Meter-Distanz etwas verbessern. Am 21. Mai startete Thorwirth beim Lange Laufnacht-Meeting in Karlsruhe über 1500 Meter und konnte seine Bestzeit dort erneut steigern, mit 3:37,61 min blieb er das erste Mal unter 3:38 min. In Oordegem lief Thorwirth Ende Mai mit 13:22,66 min neue persönliche Bestleistung über 5000 m und unterbot die EM-Norm. Über seine Platzierung in der Weltrangliste konnte Thorwirth bei den Weltmeisterschaften in Eugene teilnehmen. Dort schied er über 5000 m als 16. seines Vorlaufs in 13:43,02 min aus.

## Sonstiges
Thorwirth betreibt zusammen mit Ex-Hindernisläufer Felix Hentschel den Podcast „Auslaufen – der Laufsport Podcast“ über verschiedene Themen des Laufsports. Außerdem wurde er 2022 zum stellvertretenden DLV-Athletensprecher gewählt.

## Bestleistungen
(Stand: 25. Mai 2024)

- 800 m: 1:49,90 min, 3. August 2022, Pfungstadt
  - Halle: 1:56,36 min, 15. Dezember 2013, Düsseldorf
- 1000 m: 2:30,48 min, 16. September 2012, Kevelaer
- 1500 m: 3:36,14 min, 10. Juni 2023, Montesson (Yvelines)
  - Halle: 3:38,72 min, 1. Februar 2022, Erfurt
- 2000 m (Halle): 4:59,93 min, 17. Februar 2022, Lievin
- 3000 m: 7:48,98 min, 12. September 2022, Bellinzona
  - Halle: 7:38,14 min, 6. Februar 2022, New York
- 2 Meilen (Halle): 8:17,78 min, 13. Februar 2021, New York
- 5000 m: 13:10,50 min, 25. Mai 2024, Brüssel
- 10-km-Straßenlauf: 28:29 min, 15. Januar 2023, Valencia
- 15-km-Straßenlauf: 44:31 min, 20. November 2022, Nijmegen

## Erfolge
national
- 2014: 3. Platz Deutsche U20-Hallenmeisterschaften (1500 m)
- 2016: Deutscher Hochschulvizemeister (Crosslauf Mannschaft)
- 2017: Deutscher U23-Meister (5000 m)
- 2017: Deutscher U23-Vizemeister (1500 m)
- 2020: Deutscher Hallenmeister (3000 m)
- 2020: Deutscher Vizemeister (5000 m)
- 2021: Deutscher Vizemeister (5000 m)
- 2022: Deutscher Hallenmeister (3000 m)
- 2025: Deutscher Hallenmeister (3000 m)

international
- 2017: 20. Platz U23-Europameisterschaften (1500 m)
- 2017: 7. Platz Crosslauf-Europameisterschaften (Mixed-Staffel)
- 2022: 8. Platz Hallenweltmeisterschaften (3000 m)